# Patellapis atricilla
Patellapis atricilla är en biart som först beskrevs av Cockerell 1940.  Patellapis atricilla ingår i släktet Patellapis och familjen vägbin. Inga underarter finns listade i Catalogue of Life.